# Пурнручей
Пурнручей — ручей в России, протекает по территории Винницкого сельского поселения Подпорожского района Ленинградской области. Длина ручья — 12 км.

## Общие сведения
Ручей берёт начало из Пурнозера на высоте 130,5 м над уровнем моря и далее течёт преимущественно в юго-западном направлении по заболоченной местности.
Пурнручей имеет один малый приток длиной 2,0 км.
Впадает на высоте 110,2 м над уровнем моря в Чикозеро, из которого берёт начало река Паданка, впадающая в реку Шокшу. Шокша, в свою очередь, впадает в реку Оять, левый приток Свири.
Населённые пункты на ручье отсутствуют.
Код объекта в государственном водном реестре — 01040100812202000013045.